# الدوري الإندونيسي الممتاز 2002
الدوري الإندونيسي الممتاز 2002 (بالإندونيسية: Divisi Utama Liga Indonesia 2002)‏ هو الموسم 8 من الدوري الإندونيسي الممتاز ‏. كان عدد الأندية المشاركة فيه 24، وفاز فيه Gresik United F.C. ‏.